# محمد علي الحسني
كان محمد علي الحساني حاكم محافظة المثنى في العراق حتى قتل من قبل قنبلة زرعت على جانب الطريق في 20 أغسطس 2007. كان عضوًا في المجلس الأعلى الإسلامي العراقي، وهو أحد أكبر الأحزاب الشيعية في العراق، الذي يعتبر جناحه المسلح منظمة بدر. قُتل حاكم الديوانية خليل جليل حمزة، الذي كان أيضًا عضوًا في المجلس الأعلى للثورة الإسلامية، إلى جانب قائد شرطة المحافظة اللواء خالد حسن في وقت سابق في 11 أغسطس 2007.

## روابط خارجية
- مقتل محافظ عراقي
- Iraqi provincial governor killed in bomb attack على موقع واي باك مشين (نسخة محفوظة June 4, 2011)
- وفاة حاكم العراق في هجوم بالقنابل
- مقتل حاكم عراقي آخر
- قنبلة على جانب الطريق تقتل المحافظ العراقي